# Jahnstadion Regensburg
Le Jahnstadion Regensburg est un stade de football allemand situé à Ratisbonne. Il est le stade du SSV Jahn Ratisbonne. Sa capacité est de  15 210 places.

## Histoire
Le stade est construit en 2014 pour remplacer l'ancien Jahnstadion datant de 1926. Le 7 juillet 2015 a lieu un premier match test entre le SSV Jahn Ratisbonne et une sélection de Bavière. Le 10 juillet 2015, le stade est inauguré officiellement avec un match contre le FC Augsbourg devant 14 780 spectateurs.
Le SSV Jahn commence sa première saison (2015-2016) dans son nouveau stade en quatrième division car il venait d'être relégué. Lors du derby local contre le FC Amberg, 12 689 spectateurs assistent à la rencontre, ce qui constitue un record en Ligue de Bavière. Le 9 octobre 2015, avec la venue de l'équipe réserve du Bayern Munich, on joue la première fois à guichet fermé devant 15 224 spectateurs et le record bavarois est de nouveau battu.
Lors de la saison 2017-2018 le SSV Jahn est promu en deuxième division et doit entreprendre quelques travaux dans le stade qui passe à 15 210 places.

## Nom du stade
Pendant les travaux le stade est nommé Arena Regensburg, le 1er janvier 2015 la société Continental devient sponsor pour une durée de quatre ans, le stade se nomme Continental Arena. Fin 2019, le manufacturier ne prolonge pas son contrat, le nom revient au nom d'origine Arena Regensburg. Début 2020, un référendum est organisé pour le nouveau nom du stade, la grand majorité a opté pour Jahnstadion Regensburg, en référence au premier stade du club.

## Galerie

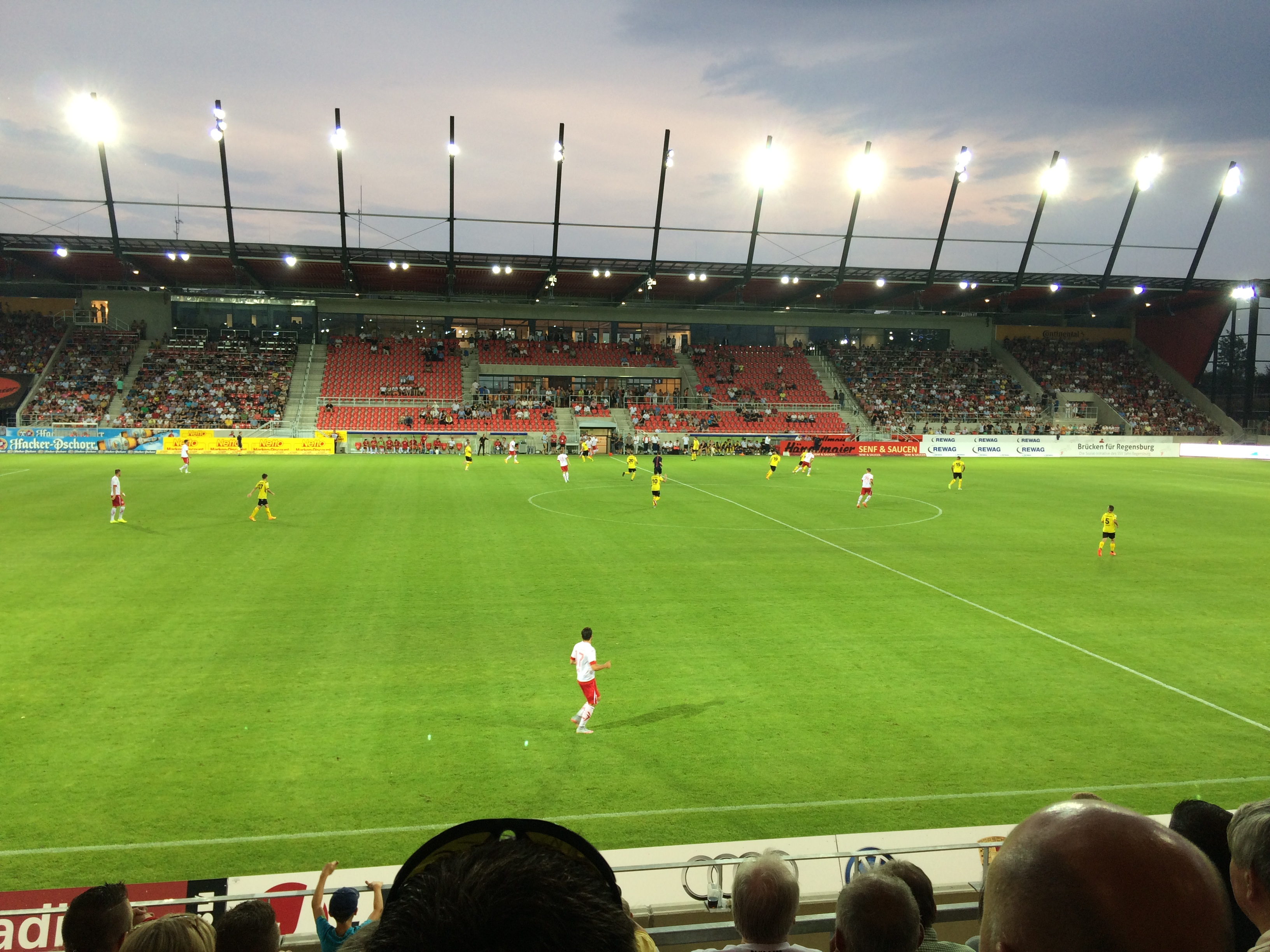
Tribune principale (2015)
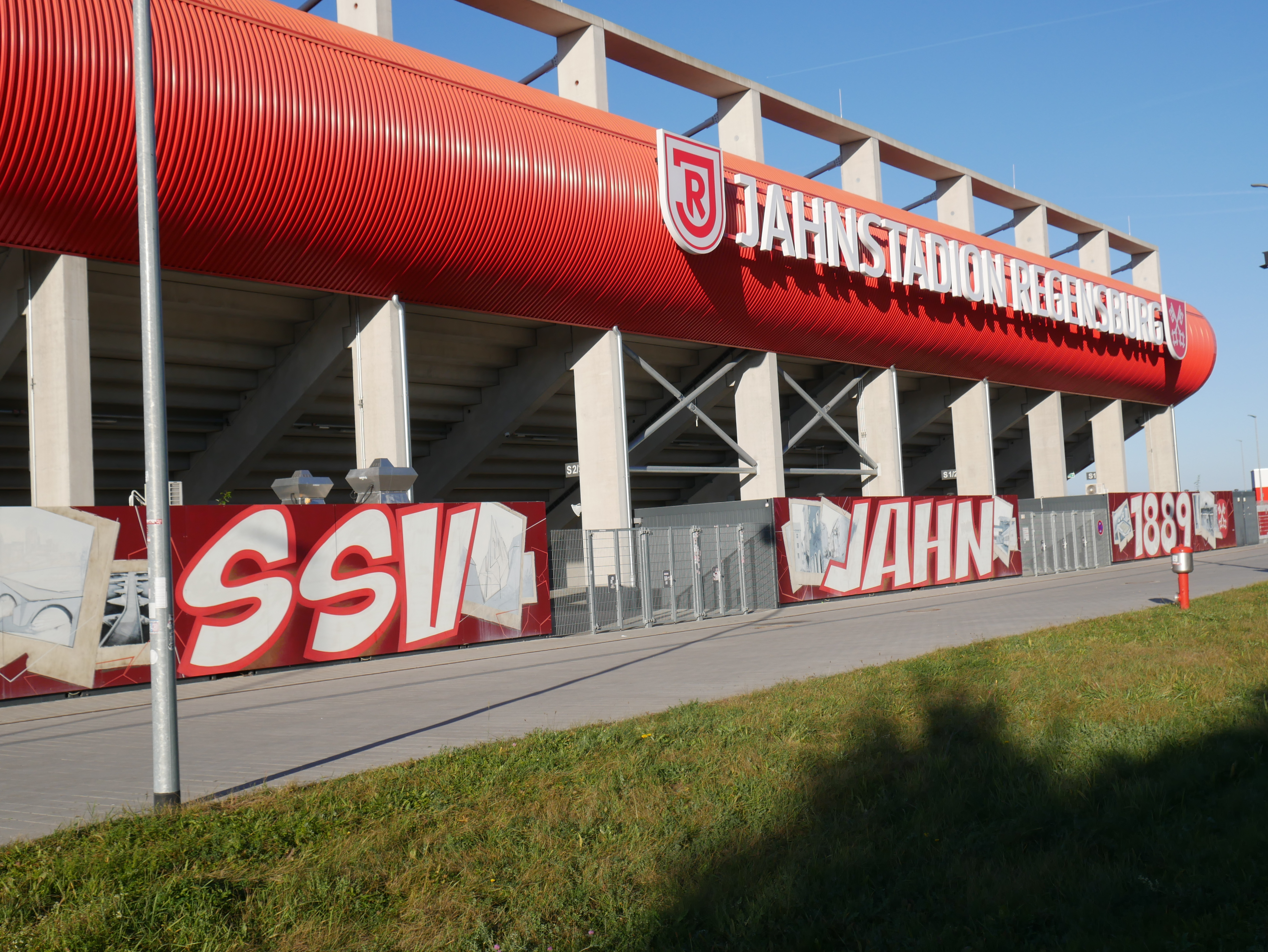
Tribune Hans Jakob (extérieur)
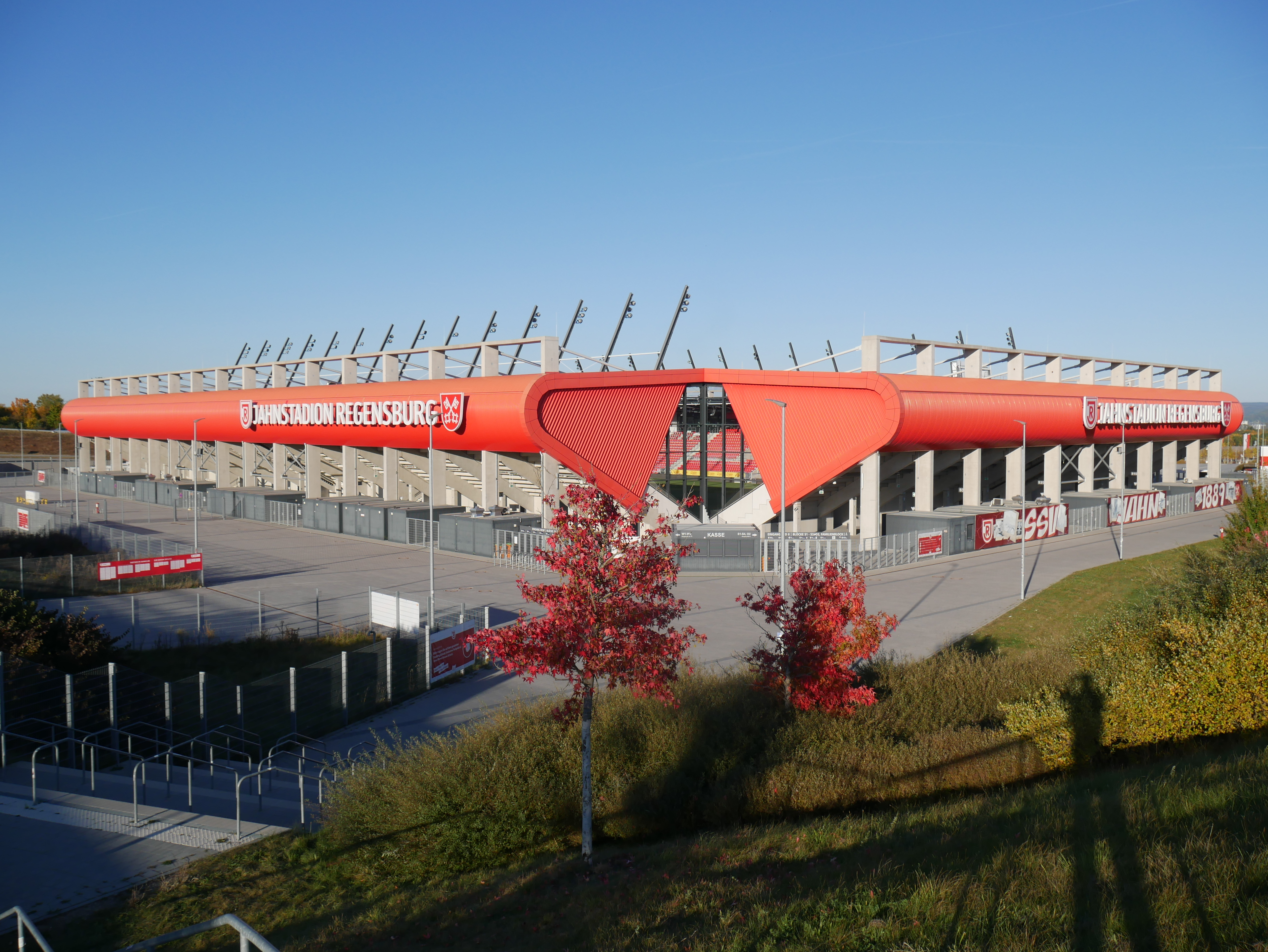
Vue du stade
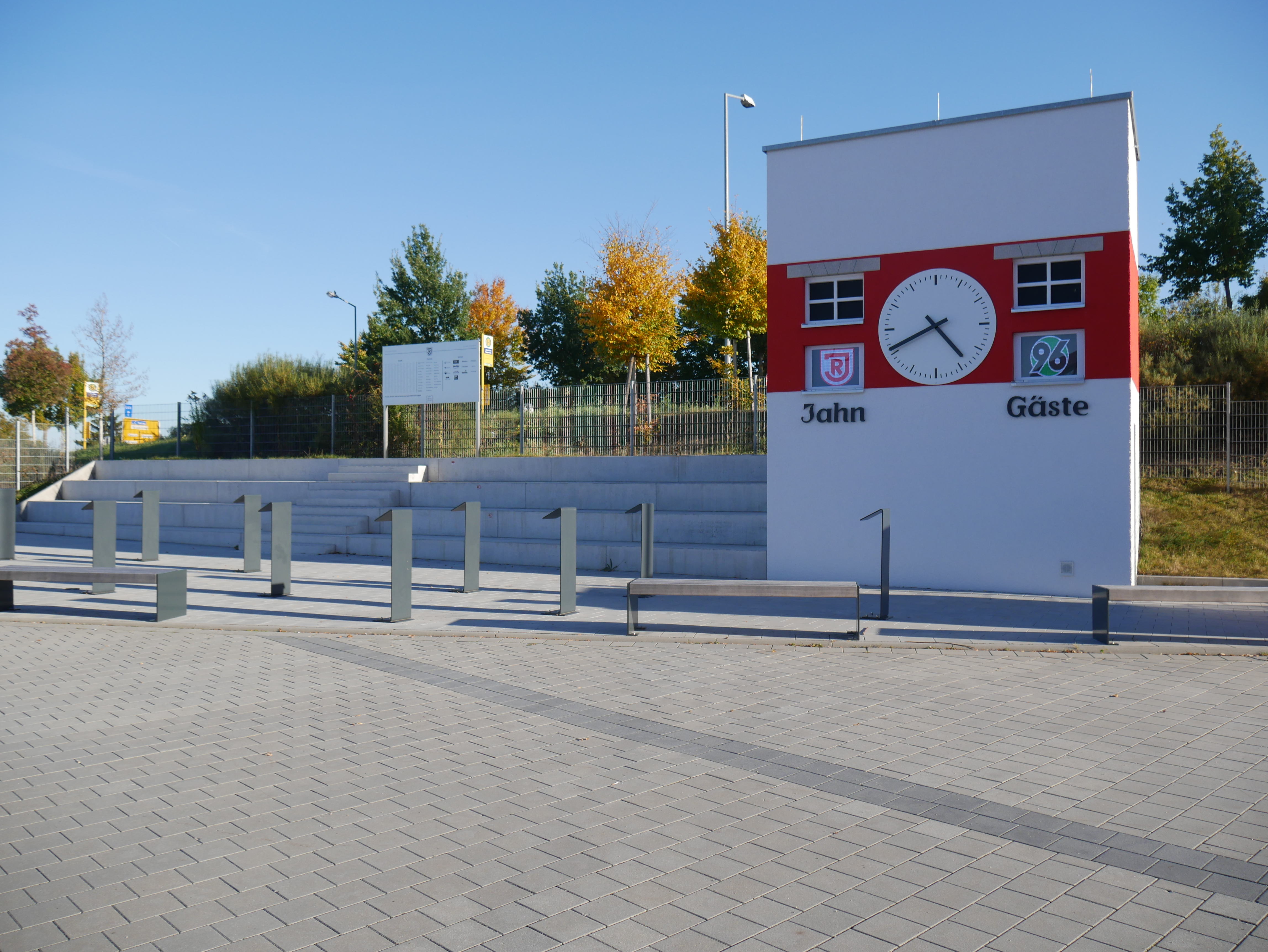
Tableau d'affichage de l'ancien stade sur le parvis du nouveau stade.

## Note et référence
1. ↑  (de) « JAHNELF BESIEGT BAYERN MÜNCHEN », sur ssv-jahn.de (consulté le 30 juin 2022).